# ひまわり (気象衛星)

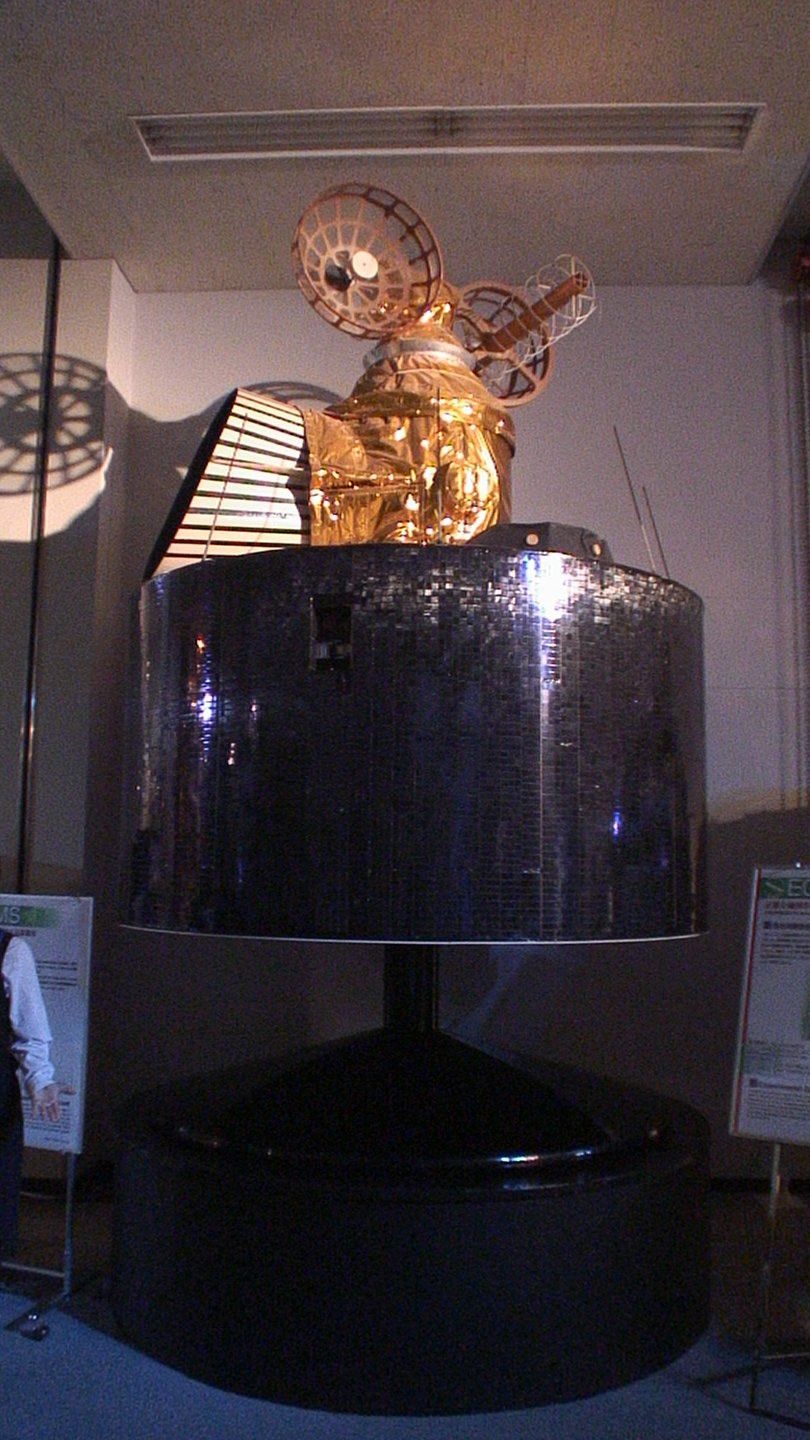
ひまわり1号 - 5号で使用された形式 (GMSシリーズ)

ひまわりは、気象観測を行う日本の静止衛星・気象衛星。東アジア・西太平洋地域の気象に関する画像撮影を行っている人工衛星である。初代ひまわりは1977年に打ち上げられた。

## 概要
日本が運用している静止気象衛星であり、「ひまわり」の名称は、1号から7号までは愛称、8号以降は正式名称である。1号から5号までの正式名称は静止気象衛星GMS (Geostationary Meteorological Satellite) 、6号と7号は運輸多目的衛星MTSAT (Multi-functional Transport Satellite) 。
「ひまわり」は世界気象機関 (WMO) と国際科学会議 (ICSU) が共同で行なった地球大気開発計画 (GARP) の一環として開始された。得られた気象画像は、日本だけでなく、撮影地域内の他国にも提供している。
最新の「ひまわり」は、ひまわり9号であり、2022年12月13日より、気象観測を行っている。また、ひまわり8号は同日に9号と交代し待機運用中となっている。

## 衛星リスト
| 衛星名称                   | 打ち上げ日     | 運用状況                                            | 打ち上げ場所             | 打ち上げロケット            | 衛星バス |
| -------------------------- | -------------- | --------------------------------------------------- | ------------------------ | --------------------------- | -------- |
| ひまわり (GMS)             | 1977年7月14日  | 1989年6月30日 運用終了                              | ケープカナベラル空軍基地 | デルタ2914型ロケット132号機 | HS-335   |
| ひまわり2号 (GMS-2)        | 1981年8月11日  | 1987年11月20日 運用終了                             | 種子島宇宙センター       | N-IIロケット2号機 (N8F)     | HS-378   |
| ひまわり3号 (GMS-3)        | 1984年8月3日   | 1995年6月23日 運用終了                              | 種子島宇宙センター       | N-IIロケット6号機 (N13F)    | HS-378   |
| ひまわり4号 (GMS-4)        | 1989年9月6日   | 2000年2月24日 運用終了                              | 種子島宇宙センター       | H-Iロケット5号機 (H20F)     | HS-378   |
| ひまわり5号 (GMS-5)        | 1995年3月18日  | 2003年5月22日 本運用終了 2005年7月21日 待機運用終了 | 種子島宇宙センター       | H-IIロケット3号機           | HS-378   |
| (みらい) (MTSAT-1)         | 1999年11月15日 | 打ち上げ失敗                                        | 種子島宇宙センター       | H-IIロケット8号機           | LS-1300  |
| ひまわり6号 (MTSAT-1R)     | 2005年2月26日  | 2010年7月1日 本運用終了 2015年7月7日 待機運用終了   | 種子島宇宙センター       | H-IIAロケット7号機          | LS-1300  |
| ひまわり7号 (MTSAT-2)      | 2006年2月18日  | 2015年7月7日 本運用終了 2017年3月10日 待機運用終了  | 種子島宇宙センター       | H-IIAロケット9号機          | DS2000   |
| ひまわり8号 (Himawari-8)   | 2014年10月7日  | 2022年12月13日 待機運用中                           | 種子島宇宙センター       | H-IIAロケット25号機         | DS2000   |
| ひまわり9号 (Himawari-9)   | 2016年11月2日  | 運用中 2022年12月13日から本運用開始した             | 種子島宇宙センター       | H-IIAロケット31号機         | DS2000   |
| ひまわり10号 (Himawari-10) | (未定)         | (計画中)                                            |                          |                             |          |

- ひまわり5号 (GMS-5)とひまわり6号 (MTSAT-1R)間のギャップは、パシフィックゴーズ (GOES-9) [注釈 1]による観測体制が取られた。

## 名称の由来

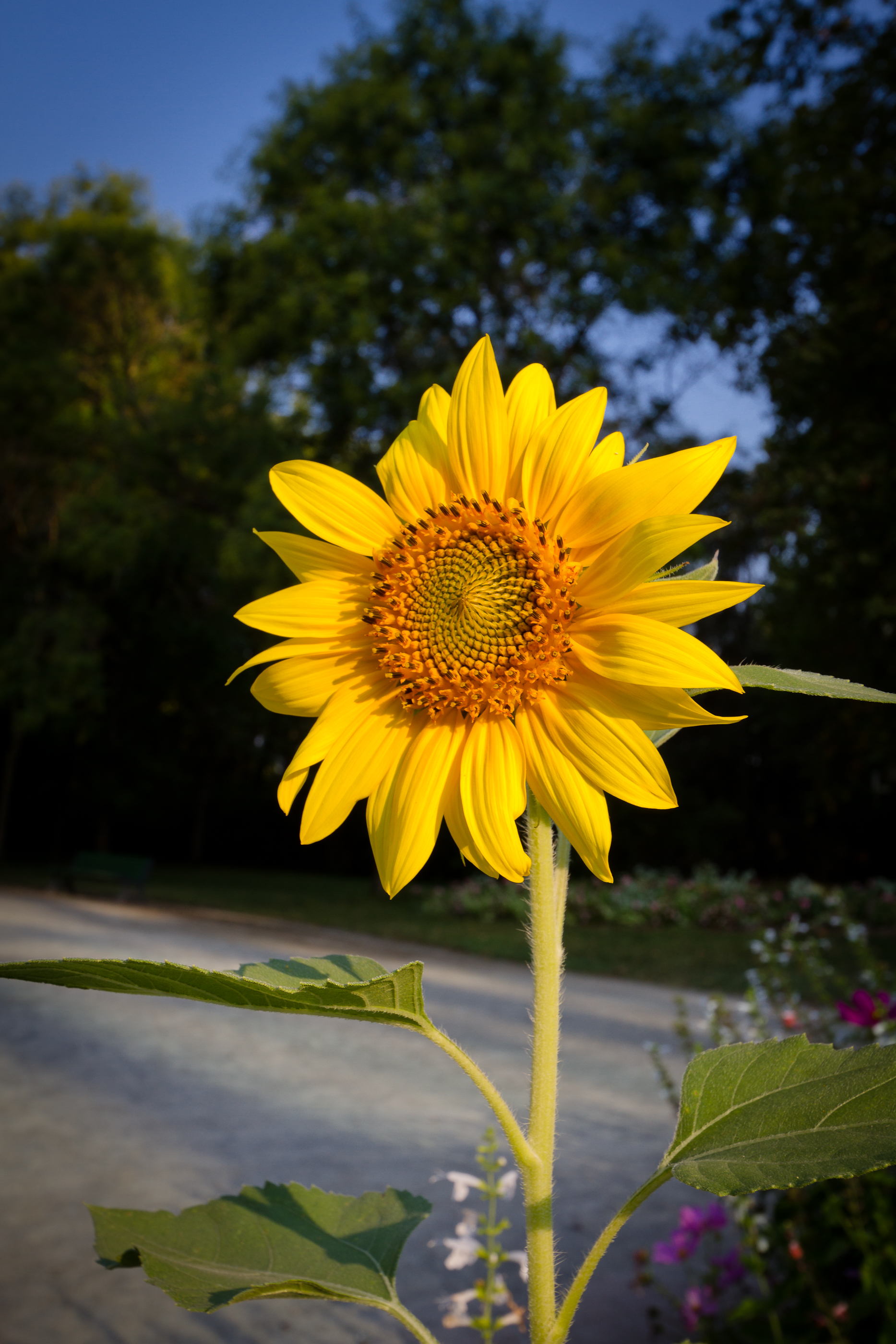
由来となった植物のヒマワリ

宇宙開発事業団 (NASDA) の初期の衛星は、初代理事長島秀雄の意向で花の名前をつけており、気象衛星「ひまわり」の愛称も植物のヒマワリから来ている。植物のヒマワリの花は常に太陽に向かって花を咲かせ、時間と共に太陽を追尾し向きが変化するといわれている (実際にそのように動くのは芽生えから開花前のつぼみの時期までである) 。このためいつも地球を同じ方向から見ているという意味と、1日に1回地球を回るという意味で「ひまわり」という愛称が付けられた。これに因んで、東京都清瀬市にある気象庁気象衛星センターの前の市道は「ひまわり通り」と名付けられている。2015年運用開始の8号以降は、愛称ではなく衛星の正式名称として「ひまわり」が採用されている。
また、MTSAT-1は公募により「みらい」という愛称が選ばれていたが、打ち上げに失敗したため使用されずに終わった。

## GMSシリーズ
ひまわり1号から5号までのGMSシリーズの衛星本体は、ヒューズのスピン衛星バス HS-335 (GMS-1) およびHS-378 (GMS-2 - GMS-5) に、観測機器や通信機器を搭載したものである。
基本的に、アメリカ合衆国の静止気象衛星GOES-4 - GOES-7の類似機で、NECが主契約者として担当し、主にヒューズ（現在はボーイングスペースシステムズ）が製造したものであるが、徐々に観測機器を国産化してきた。

### 観測機器の諸元
観測機器はレイセオンの可視赤外走査放射計 (VISSR) であり、地球を可視光線および赤外線により撮影する光学センサである。
衛星の自転により、地球を東西方向に走査しつつ、反射鏡により南北方向にも走査することで、地球の半球全体を2,500本の走査線で画像化する。フィルター分離することで、IR1,IR2,IR3をそれぞれ検出する。
| チャンネル | 波長帯        | センサ                                |
| ---------- | ------------- | ------------------------------------- |
| 可視       | 0.55 - 0.90um | PMT (光電子増倍管) 、フォトダイオード |
| 赤外1      | 10.5 - 11.5um | 水銀カドミウムテルル                  |
| 赤外2      | 11.5 - 12.5um | 水銀カドミウムテルル                  |
| 赤外3      | 6.5 - 7.0um   | 水銀カドミウムテルル                  |

### 主な通信装置
衛星と地球との通信装置は次のような諸元である。これ以外に三点測距、テレメトリなどの通信がある。
観測された衛星画像は、気象衛星通信所でS-VISSR用に引き延ばしを行い、衛星に返送し衛星から利用者向けに配信する格好で、ほぼ遅延なしで配信していた。画像を用いた各種解析は、気象衛星センターにてデータ処理を行い、地上回線で利用者に配布するとともに、ひまわりの通信衛星機能を用いてサービス区域の各国の利用者に配信した。
| 通信の内容     | 方向 | 周波数              | 変調方式 |
| -------------- | ---- | ------------------- | -------- |
| VISSR          | 下り | 1681.60MHz          | QPSK     |
| S-VISSR        | 上り | 2029.1MHz           | BPSK     |
| S-VISSR        | 下り | 1687.10MHz          | BPSK     |
| WEFAX (LR-FAX) | 上り | 2033.00MHz          | AM/FM    |
| WEFAX (LR-FAX) | 下り | 1691.00MHz          | AM/FM    |
| DCPI           | 上り | 468.875〜468.924MHz | PCM/PSK  |
| DCPI           | 下り | 2034.80〜2035.00MHz | PCM/PSK  |
| DCPR           | 上り | 402.0〜402.4MHz     | PCM/PSK  |
| DCPR           | 下り | 1694.3〜1694.7MHz   | PCM/PSK  |

## MTSATシリーズ

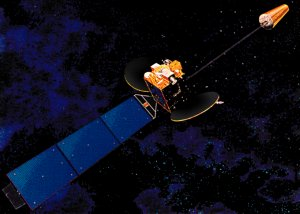
運輸多目的衛星1号 (MTSAT-1)

GMSシリーズの後継機として計画されたのが運輸多目的衛星 (MTSAT) で、予算の都合で航空管制衛星に相乗りする形をとっている。スーパー301条の適用を受けた影響で、「ひまわり5号」の後継となる運輸多目的衛星1号 (MTSAT-1) は米スペースシステムズ/ロラール社からの完成品を購入することになった。
ところが、MTSAT-1を搭載したH-IIロケット8号機が打ち上げに失敗したため、ひまわり5号は設計寿命の5年を超えて観測を続けた。しかし静止軌道を保つための姿勢制御用燃料の残量が少なくなり、2003年5月22日をもって気象衛星としての運用を終了しアメリカ海洋大気庁の気象衛星GOES-9 (ゴーズ9号) による代替運用が開始された。気象庁は、このGOES-9の愛称を「パシフィックゴーズ」としたが、「ひまわり」ほど一般に広がるには至らなかった。
ひまわり5号は、GOES-9による代替気象観測業務中、地上で処理された気象データを利用者に中継配信する業務を行うため、後継機の「ひまわり6号」稼動までそのままの位置 (東経140度) にとどまる必要があった。一方のGOES-9は、アラスカ州フェアバンクスにある衛星通信所を使用する関係から、日本から見て東寄りの東経155度に置かれた。これは衛星追尾視野限界に近いが、気象庁では「観測には大きな支障はない」とした。

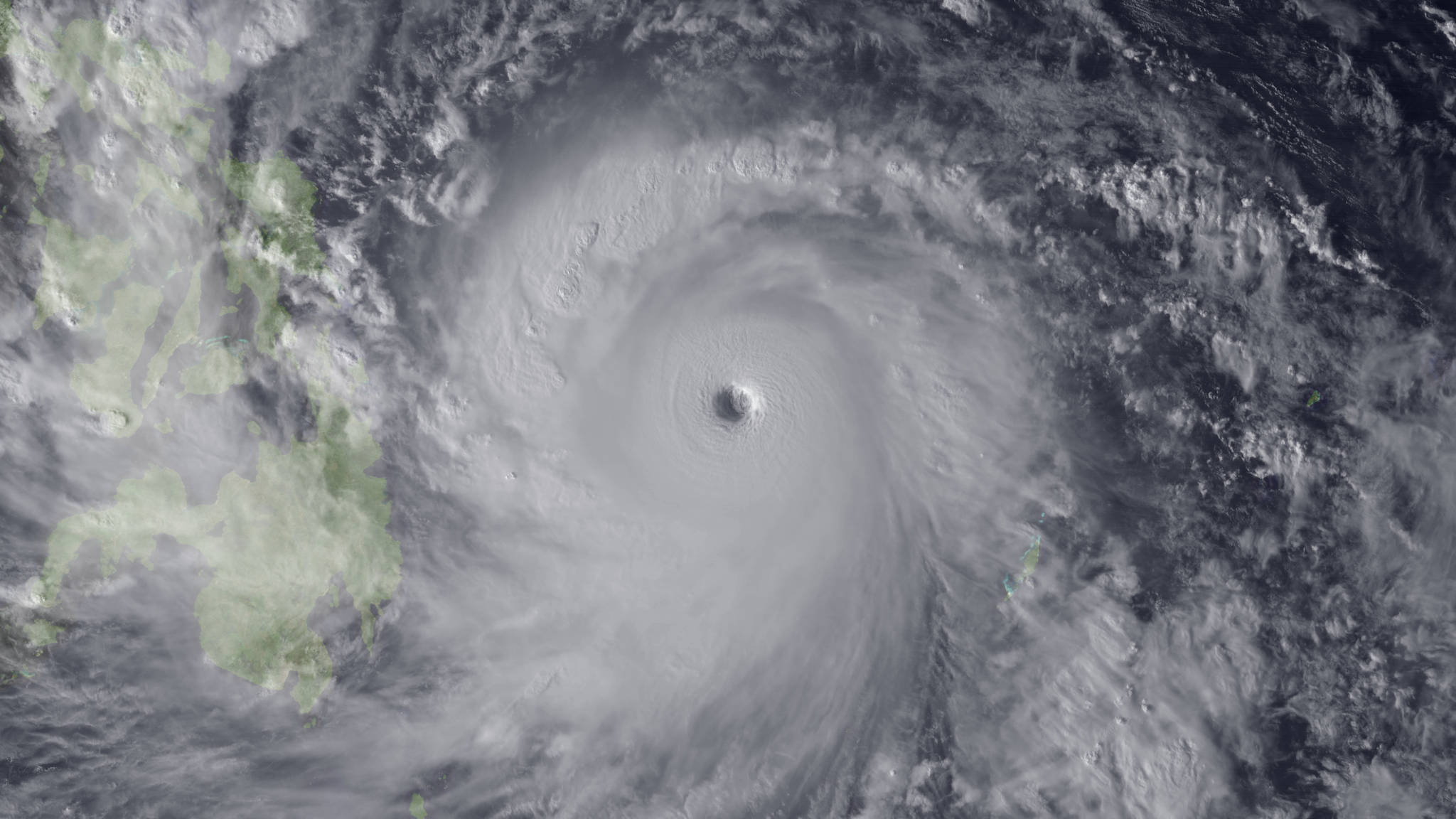
ひまわり6号による衛星画像

MTSAT-1の代替機運輸多目的衛星新1号 (MTSAT-1R) は2005年2月26日にH-IIAロケット7号機により打ち上げられ、3月8日には無事に静止軌道に乗った。国土交通省は、広く親しまれている「ひまわり5号」の後継と位置づけ、愛称を「ひまわり6号」と命名した。同機は映像送信テストなどを行ったのち、2005年6月28日の正午から気象衛星としての運用をGOES-9から引き継ぎ、また2006年7月6日から航空管制の通信業務の運用を開始した。気象衛星としては2010年7月1日まで運用され、以降はひまわり7号のバックアップとしての待機運用、そして画像データの中継配信業務を行っている。
国産衛星となった運輸多目的衛星新2号 (MTSAT-2) は2006年2月21日にH-IIAロケット9号機により打ち上げられ、2月24日に静止軌道に乗ったことが確認され、「ひまわり7号」と命名された。2006年9月4日には静止軌道上で気象衛星としての待機運用が開始され、ひまわり6号のバックアップ態勢が整った。2007年9月には航空機の航法情報の提供を開始した。2010年7月1日の正午より、気象衛星としての運用をひまわり6号から引き継ぎ、気象観測を開始した。後継機のひまわり8号の運用が2015年7月7日の午前11時より開始されたため、以降は待機運用となっている。

## HIMAWARIシリーズ

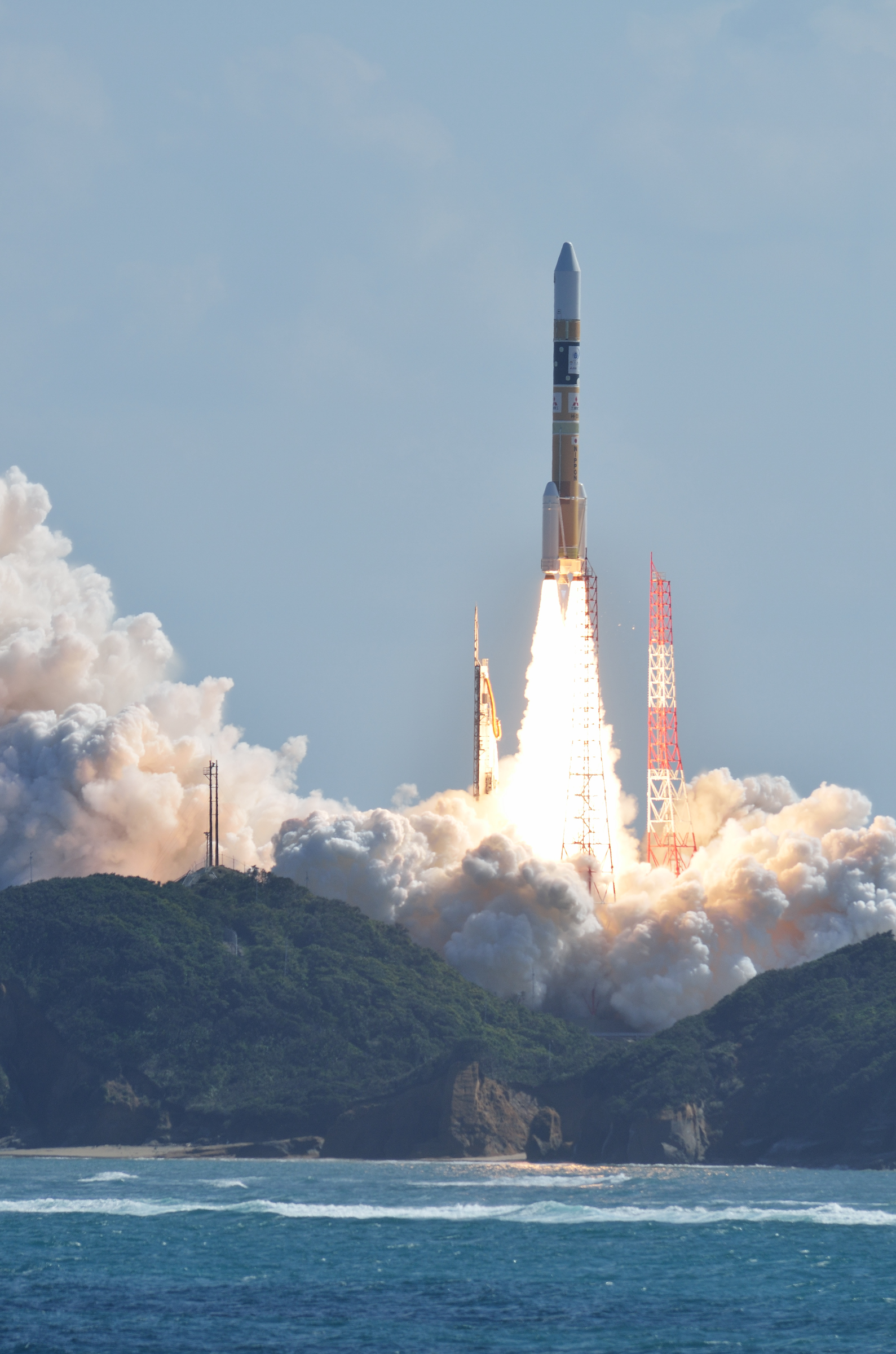
ひまわり8号を搭載したH-IIAロケット25号機の打ち上げ（2014年10月7日）

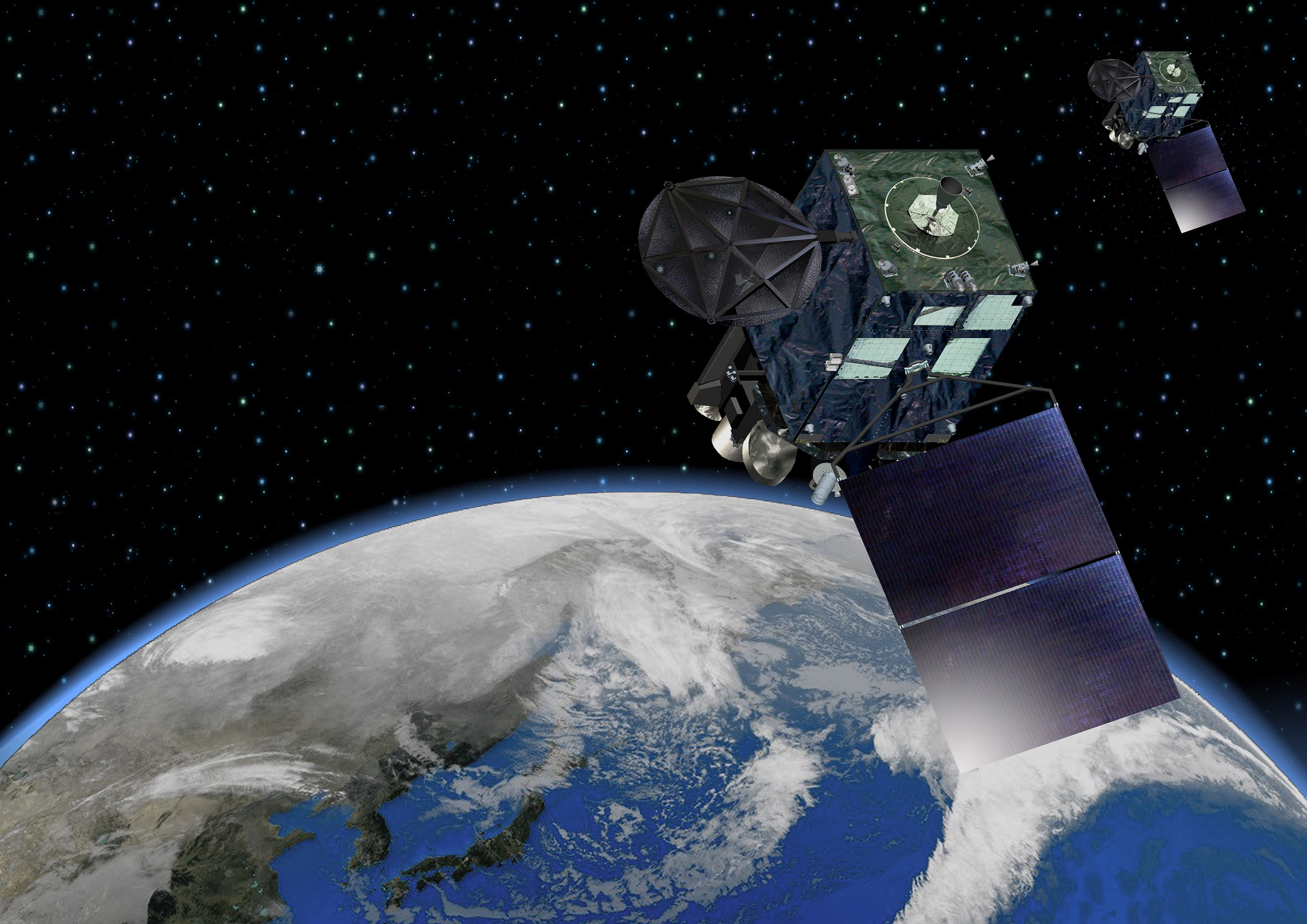
現在運用中のひまわり8・9号のイラスト画像（気象庁提供）

ひまわり8号は2014年10月7日に打ち上げられ、2015年7月7日に運用が開始された。ひまわり9号は2016年11月2日に打ち上げられ、2017年3月10日に待機運用を開始した。
地球観測機能を大幅に強化した「静止気象衛星」として整備される。寿命は運用8年・待機7年の合計15年となり、ひまわり6、7号の10年 (運用、待機ともに5年) より長寿命化がなされ、また解像度や観測頻度、チャンネル数が増加しデータ量は現在の50倍以上となる。これまでのひまわりに比べて観測バンド数が大幅に増えたため静止地球環境観測衛星とも呼ばれる。
2018年2月11日、韓国が運用する気象衛星「千里眼」のメインコンピューターが一時的に故障した際、韓国気象庁は復旧までひまわりの画像を使用した気象予報を実施した。
ひまわり6、7号の経費を70%負担していた国土交通省航空局が計画から外れたため、一時は予算の観点から実現が危ぶまれた。そのため、他の機関や民間の衛星との相乗りや衛星画像の有料化なども検討された。しかし条件を満たす衛星の計画が存在せず、また気象衛星画像はそれ自体では商品価値は薄いことや、防災に直結する基本的なインフラであるため有料化はそぐわないとして共に見送られることとなった。最終的に気象庁は単独で後継機を打ち上げることを決め、平成21年度予算で77億円の要求を行っている。なお、気象庁の単独予算により気象衛星が製作されるのは初めてとなる。
ひまわり10号は、令和11年度（2029年）の運用開始を目標にしている。ひまわり10号には、米国製の「ハイパースペクトル赤外サウンダ(Geostationary HiMawari Sounder)」センサーが搭載される予定であり、大気の立体的な気温分布と水蒸気の動きが把握できるようになるとしている。これらのセンサーは中国のFY-4Bや欧州のMTG-Sといった海外の新規気象衛星において採用が広がっており、すでに試験運用が始まっている。ただし機器の校正作業が必要である。またデータ量が膨大になるため、地上のコンピューターシステムやアルゴリズムの改良が必須となる。

### 観測センサー (AHI)
現在MTSATで使用されている光学センサーを発展させたセンサー「AHI(Advanced Himawari Imager)」が搭載される。センサーは、米国の静止気象衛星用のこの手の観測装置を1994年以降一手に供給しているITTインダストリー (2011年10月にExelisに社名を変更) が製造した。このセンサーはアメリカの次期気象衛星GOES-Rシリーズで搭載される、ABI (Advanced Baseline Imager) を基本にしている。
| チャンネル | 波長帯 (um) | 分解能 (km) | 参考                      |
| ---------- | ----------- | ----------- | ------------------------- |
| 1          | 0.43 - 0.48 | 1           | VIS_Blue                  |
| 2          | 0.50 - 0.52 | 1           | VIS_Green                 |
| 3          | 0.63 - 0.66 | 0.5         | VIS_Red MTSATのVIS相当    |
| 4          | 0.85 - 0.87 | 1           |                           |
| 5          | 1.60 - 1.62 | 2           |                           |
| 6          | 2.25 - 2.27 | 2           |                           |
| 7          | 2.25 - 2.27 | 2           | MTSAT IR-4相当            |
| 8          | 6.06 - 6.43 | 2           | WV_1 MTSAT IR-3 (WV) 相当 |
| 9          | 6.89 - 7.01 | 2           | WV_2 MTSAT IR-3 (WV) 相当 |
| 10         | 7.26 - 7.43 | 2           |                           |
| 11         | 8.44 - 8.76 | 2           | SO2                       |
| 12         | 9.54 - 9.72 | 2           | O3                        |
| 13         | 10.3 - 10.6 | 2           | IR1_1 MTSAT IR-1相当      |
| 14         | 11.1 - 11.3 | 2           | IR1_2 MTSAT IR1相当       |
| 15         | 11.5 - 12.5 | 2           | IR2 MTSAT IR-2相当        |
| 16         | 13.2 - 13.4 | 2           |                           |

### 画像配信
AHIのチャンネル数が増大することにより、技術的な制約からひまわり経由でのHRIT/LRITの配信が対応できないことから、陸上ではTCP/IPの通信網を、無線系は商用の通信衛星 (JCSAT-2シリーズ) を用いた配信が、2015年7月3日より本格的に始まった。

### 通信系
従来、送受信のための地上設備は埼玉県鳩山町にある気象衛星通信所1か所のみだったが、非常時の代替施設となる副局を、台風などによる悪天候に見舞われにくい北海道江別市に初めて設置した。また、衛星運用指示回数はこれまで原則1日1回だったが2.5分間隔で最大1日576回と即応性が強化された。
経費節減のため衛星の管制 (制御) を民間事業者に委託するPFI方式が導入され、管制業務は特別目的会社の気象衛星ひまわり運用事業 (HOPE) が行う。
通信系の諸元は次の通りである。
| 通信種別              | 通信種別              | 方向 | 周波数           | 参考          |
| --------------------- | --------------------- | ---- | ---------------- | ------------- |
| 観測データ (Raw Data) | 観測データ (Raw Data) | 下り | 18.1 - 18.4GHz   | 66Mbps (TBD)  |
| DCS                   | 国際                  | 上り | 402.0 - 402.1MHz | 0.1 - 0.6kbps |
| DCS                   | Domestic              | 上り | 402.1 - 402.4MHz | 0.3 - 0.6kbps |
| DCS                   |                       | 下り | 18.1 - 18.4GHz   | 0.1 - 0.6kbps |